# X (evento videoludico)
X è stato un evento videoludico organizzato da Microsoft, incentrato sulla presentazione alla stampa di software e hardware esclusivi delle console Xbox.

## Edizioni
| Edizione | Data              | Città             |
| -------- | ----------------- | ----------------- |
| 1ª       | 16 ottobre 2001   | Cannes            |
| 2ª       | 24 settembre 2002 | Siviglia          |
| 3ª       | 16 settembre 2003 | Nizza             |
| 4ª       | 4 ottobre 2005    | Amsterdam         |
| 5ª       | 29 settembre 2006 | Barcellona        |
|          |                   |                   |
| 6ª       | 11 febbraio 2010  | San Francisco     |
|          |                   |                   |
| 7ª       | 10 novembre 2018  | Città del Messico |
| 8ª       | 14 novembre 2019  | Londra            |